# Fernando Reis
Fernando Reis (ur. 23 listopada 1949 w Barcelos) – portugalski lekarz, przedsiębiorca i polityk, poseł do Parlamentu Europejskiego (od 1999 do 2000).

## Życiorys
Z wykształcenia lekarz. Zajął się jednak prowadzeniem działalności gospodarczej w ramach spółek prawa handlowego z branży nieruchomości, medycznej i turystycznej. W wyborach w 1999 z ramienia Partii Socjaldemokratycznej uzyskał mandat posła do Parlamentu Europejskiego V kadencji. Należał do grupy chadeckiej, pracował w Komisji ds. Socjalnych i Zatrudnienia. Z zasiadania w PE zrezygnował po roku. Przez dwadzieścia lat pełnił nieprzerwanie funkcję burmistrza rodzinnej miejscowości. W 2009 został pokonany przez kandydata socjalistów.